# Diggi, Shahpur
Diggi là một làng thuộc tehsil Shahpur, huyện Gulbarga, bang Karnataka, Ấn Độ.